# Critérium du Dauphiné 2015
La 67e édition du Critérium du Dauphiné a eu lieu du 7 au 14 juin 2015. C'est la seizième épreuve de l'UCI World Tour 2015.
L'épreuve a été remportée par le Britannique Christopher Froome (Sky), vainqueur des septième et huitième étapes, qui s'impose de dix secondes devant l'Américain Tejay van Garderen (BMC Racing), lauréat avec son équipe du contre-la-montre par équipes de la troisième étape, et une minute et seize secondes devant le gagnant de la cinquième étape, le Portugais Rui Costa (Lampre-Merida).
Le Français Nacer Bouhanni (Cofidis), vainqueur des deuxième et quatrième étapes, remporte le classement par points tandis que l'Érythréen Daniel Teklehaimanot (MTN-Qhubeka) gagne celui de la montagne. Le Britannique Simon Yates (Orica-GreenEDGE) finit meilleur jeune et la formation espagnole (Movistar) meilleure équipe.

## Présentation

### Équipes
En tant qu'épreuve World Tour, les dix-sept WorldTeams participent à la course. L'organisateur ASO a communiqué la liste des quatre équipes invitées le 14 janvier 2015.
Vingt-et-unes équipes participent à ce Critérium du Dauphiné - dix-sept WorldTeams et quatre équipes continentales professionnelles :
| UCI WorldTeams      | UCI WorldTeams | UCI WorldTeams |
| Nom de l'équipe     | Pays           | Code           |
| ------------------- | -------------- | -------------- |
| AG2R La Mondiale    | France         | ALM            |
| Astana              | Kazakhstan     | AST            |
| BMC Racing          | États-Unis     | BMC            |
| Cannondale-Garmin   | États-Unis     | TCG            |
| Etixx-Quick Step    | Belgique       | EQS            |
| FDJ                 | France         | FDJ            |
| Giant-Alpecin       | Allemagne      | TGA            |
| IAM                 | Suisse         | IAM            |
| Katusha             | Russie         | KAT            |
| Lampre-Merida       | Italie         | LAM            |
| Lotto NL-Jumbo      | Pays-Bas       | TLJ            |
| Lotto-Soudal        | Belgique       | LTS            |
| Movistar            | Espagne        | MOV            |
| Orica-GreenEDGE     | Australie      | OGE            |
| Sky                 | Royaume-Uni    | SKY            |
| Tinkoff-Saxo        | Russie         | TCS            |
| Trek Factory Racing | États-Unis     | TFR            |

| Équipes continentales professionnelles | Équipes continentales professionnelles | Équipes continentales professionnelles |
| Nom de l'équipe                        | Pays                                   | Code                                   |
| -------------------------------------- | -------------------------------------- | -------------------------------------- |
| Bora-Argon 18                          | Allemagne                              | BOA                                    |
| Cofidis                                | France                                 | COF                                    |
| Europcar                               | France                                 | EUC                                    |
| MTN-Qhubeka                            | Afrique du Sud                         | MTN                                    |

### Primes
Les vingt prix sont attribués suivant le barème de l'UCI,. Le total général des prix distribués est de 120 000 €.
| Position           | 1er      | 2e      | 3e      | 4e      | 5e      | 6e      | 7e      | 8e    | 9e    | 10e à 20e |
| Classement général | 16 000 € | 8 000 € | 4 000 € | 2 000 € | 1 600 € | 1 200 € | 1 200 € | 800 € | 800 € | 400 €     |
| Par étape          | 4 000 €  | 2 000 € | 1 000 € | 500 €   | 400 €   | 300 €   | 300 €   | 200 € | 200 € | 100 €     |

## Étapes
| Étape     | Date    | Villes étapes                               |                              | Distance (km) | Vainqueur d’étape  | Leader du classement général |
| --------- | ------- | ------------------------------------------- | ---------------------------- | ------------- | ------------------ | ---------------------------- |
| 1re étape | 7 juin  | Ugine - Albertville                         | Étape accidentée             | 131,5         | Peter Kennaugh     | Peter Kennaugh               |
| 2e étape  | 8 juin  | Le Bourget-du-Lac - Villars-les-Dombes      | Étape accidentée             | 173           | Nacer Bouhanni     | Peter Kennaugh               |
| 3e étape  | 9 juin  | Roanne - Montagny                           | Contre-la-montre par équipes | 24,5          | BMC Racing         | Rohan Dennis                 |
| 4e étape  | 10 juin | Anneyron - Sisteron                         | Étape de plaine              | 228           | Nacer Bouhanni     | Rohan Dennis                 |
| 5e étape  | 11 juin | Digne-les-Bains - Pra-Loup                  | Étape de montagne            | 161           | Romain Bardet      | Tejay van Garderen           |
| 6e étape  | 12 juin | Saint-Bonnet-en-Champsaur - Villard-de-Lans | Étape de moyenne montagne    | 183           | Rui Costa          | Vincenzo Nibali              |
| 7e étape  | 13 juin | Montmélian - Saint-Gervais-les-Bains        | Étape de montagne            | 155           | Christopher Froome | Tejay van Garderen           |
| 8e étape  | 14 juin | Saint-Gervais-les-Bains - Modane            | Étape de montagne            | 156,5         | Christopher Froome | Christopher Froome           |

## Déroulement de la course

### 1reétape
| Classement de l'étape | Classement de l'étape | Classement de l'étape | Classement de l'étape | Classement de l'étape |
|                       | Coureur               | Pays                  | Équipe                | Temps                 |
| --------------------- | --------------------- | --------------------- | --------------------- | --------------------- |
| 1er                   | Peter Kennaugh        | Royaume-Uni           | Sky                   | en 3 h 6 min 51 s     |
| 2e                    | Sacha Modolo          | Italie                | Lampre-Merida         | + 2 s                 |
| 3e                    | Edvald Boasson Hagen  | Norvège               | MTN-Qhubeka           | + 2 s                 |
| 4e                    | Tiesj Benoot          | Belgique              | Lotto-Soudal          | + 2 s                 |
| 5e                    | Simon Gerrans         | Australie             | Orica-GreenEDGE       | + 2 s                 |
| 6e                    | Nacer Bouhanni        | France                | Cofidis               | + 2 s                 |
| 7e                    | Jay McCarthy          | Australie             | Tinkoff-Saxo          | + 2 s                 |
| 8e                    | Alejandro Valverde    | Espagne               | Movistar              | + 2 s                 |
| 9e                    | Samuel Dumoulin       | France                | AG2R La Mondiale      | + 2 s                 |
| 10e                   | Cyril Gautier         | France                | Europcar              | + 2 s                 |
| modifier              |                       |                       |                       |                       |

| Classement général | Classement général   | Classement général | Classement général | Classement général |
|                    | Coureur              | Pays               | Équipe             | Temps              |
| ------------------ | -------------------- | ------------------ | ------------------ | ------------------ |
| 1er                | Peter Kennaugh       | Royaume-Uni        | Sky                | en 3 h 6 min 41 s  |
| 2e                 | Sacha Modolo         | Italie             | Lampre-Merida      | + 6 s              |
| 3e                 | Edvald Boasson Hagen | Norvège            | MTN-Qhubeka        | + 8 s              |
| 4e                 | Tiesj Benoot         | Belgique           | Lotto-Soudal       | + 12 s             |
| 5e                 | Simon Gerrans        | Australie          | Orica-GreenEDGE    | + 12 s             |
| 6e                 | Nacer Bouhanni       | France             | Cofidis            | + 12 s             |
| 7e                 | Jay McCarthy         | Australie          | Tinkoff-Saxo       | + 12 s             |
| 8e                 | Alejandro Valverde   | Espagne            | Movistar           | + 12 s             |
| 9e                 | Samuel Dumoulin      | France             | AG2R La Mondiale   | + 12 s             |
| 10e                | Cyril Gautier        | France             | Europcar           | + 12 s             |
| modifier           |                      |                    |                    |                    |

### 2eétape
Le départ de l'étape est donné au Bourget-du-Lac (Savoie). La première des deux difficultés du jour, le col du Chat, est placée dès les premiers kilomètres. La course se dirige ensuite vers le nord, longeant le lac du Bourget, pour aller ensuite vers le département de l'Ain et le massif du Jura, où se trouve la deuxième difficulté, le col de Cuvery. Le parcours part vers l'est, pour rejoindre le parc des oiseaux de Villars-les-Dombes, où se trouve l'arrivée, après 173 km.
Trois coureurs s'échappent dès le départ : le porteur du maillot à pois, l'Érythréen Daniel Teklehaimanot (MTN-Qhubeka) et les Français Arnaud Courteille (FDJ) et Perrig Quéméneur (Europcar). Teklehaimanot passe en tête au col du Chat et au col de Cuvery, s'assurant de garder la première place au classement de la montagne. L'avance de ces coureurs approche des sept minutes au pied du col de Cuvery. Elle décroit ensuite, les équipes Giant-Alpecin, Cofidis et Lampre-Merida entamant la poursuite pour assurer une arrivée au sprint. Teklehaimanot, Courteille et Quéméneur sont rattrapés à trois kilomètres de l'arrivée. Dans le dernier kilomètres, l'équipe MTN-Qhubeka lance le Norvégien Edvald Boasson Hagen. Celui-ci démarre son sprint trop tôt. Il est dépassé par le Français Nacer Bouhanni (Cofidis), qui s'impose devant son compatriote Samuel Dumoulin (AG2R La Mondiale) et l'Italien Sacha Modolo (Lampre-Merida).
C'est la première victoire de Bouhanni dans une épreuve du World Tour depuis son arrivée dans la formation Cofidis en début d'année. Arrivé dans le peloton, le Britannique Peter Kennaugh (Sky) conserve le maillot jaune. Modolo, deuxième la veille, prend la tête du classement par points,,.
| Classement de l'étape | Classement de l'étape | Classement de l'étape | Classement de l'étape | Classement de l'étape |
|                       | Coureur               | Pays                  | Équipe                | Temps                 |
| --------------------- | --------------------- | --------------------- | --------------------- | --------------------- |
| 1er                   | Nacer Bouhanni        | France                | Cofidis               | en 4 h 23 min 46 s    |
| 2e                    | Samuel Dumoulin       | France                | AG2R La Mondiale      | m.t                   |
| 3e                    | Sacha Modolo          | Italie                | Lampre-Merida         | m.t                   |
| 4e                    | Edvald Boasson Hagen  | Norvège               | MTN-Qhubeka           | m.t                   |
| 5e                    | Alexey Tsatevitch     | Russie                | Katusha               | m.t                   |
| 6e                    | Jonas Van Genechten   | Belgique              | IAM                   | m.t                   |
| 7e                    | Jens Keukeleire       | Belgique              | Orica-GreenEDGE       | m.t                   |
| 8e                    | Ramūnas Navardauskas  | Lituanie              | Cannondale-Garmin     | m.t                   |
| 9e                    | Yannick Martinez      | France                | Europcar              | m.t                   |
| 10e                   | Luka Mezgec           | Slovénie              | Giant-Alpecin         | m.t                   |
| modifier              |                       |                       |                       |                       |

| Classement général | Classement général   | Classement général | Classement général | Classement général |
|                    | Coureur              | Pays               | Équipe             | Temps              |
| ------------------ | -------------------- | ------------------ | ------------------ | ------------------ |
| 1er                | Peter Kennaugh       | Royaume-Uni        | Sky                | en 7 h 30 min 27 s |
| 2e                 | Sacha Modolo         | Italie             | Lampre-Merida      | + 2 s              |
| 3e                 | Nacer Bouhanni       | France             | Cofidis            | + 2 s              |
| 4e                 | Samuel Dumoulin      | France             | AG2R La Mondiale   | + 6 s              |
| 5e                 | Edvald Boasson Hagen | Norvège            | MTN-Qhubeka        | + 8 s              |
| 6e                 | Tiesj Benoot         | Belgique           | Lotto-Soudal       | + 12 s             |
| 7e                 | Yannick Martinez     | France             | Europcar           | + 12 s             |
| 8e                 | Jay McCarthy         | Australie          | Tinkoff-Saxo       | + 12 s             |
| 9e                 | Ramūnas Navardauskas | Lituanie           | Cannondale-Garmin  | + 12 s             |
| 10e                | Julian Alaphilippe   | France             | Etixx-Quick Step   | + 12 s             |
| modifier           |                      |                    |                    |                    |

### 3eétape
| Classement de l'étape | Classement de l'étape | Classement de l'étape | Classement de l'étape |
|                       | Équipe                | Pays                  | Temps                 |
| --------------------- | --------------------- | --------------------- | --------------------- |
| 1re                   | BMC Racing            | États-Unis            | en 29 min 58 s        |
| 2e                    | Astana                | Kazakhstan            | + 4 s                 |
| 3e                    | Movistar              | Espagne               | + 5 s                 |
| 4e                    | Etixx-Quick Step      | Belgique              | + 18 s                |
| 5e                    | Orica-GreenEDGE       | Australie             | + 23 s                |
| 6e                    | Sky                   | Royaume-Uni           | + 35 s                |
| 7e                    | Cannondale-Garmin     | États-Unis            | + 43 s                |
| 8e                    | Lampre-Merida         | Italie                | + 48 s                |
| 9e                    | IAM                   | Suisse                | + 50 s                |
| 10e                   | Lotto NL-Jumbo        | Pays-Bas              | + 54 s                |
| modifier              |                       |                       |                       |

| Classement général | Classement général | Classement général | Classement général | Classement général |
|                    | Coureur            | Pays               | Équipe             | Temps              |
| ------------------ | ------------------ | ------------------ | ------------------ | ------------------ |
| 1er                | Rohan Dennis       | Australie          | BMC Racing         | en 8 h 0 min 37 s  |
| 2e                 | Tejay van Garderen | États-Unis         | BMC Racing         | + 0 s              |
| 3e                 | Andriy Grivko      | Ukraine            | Astana             | + 4 s              |
| 4e                 | Vincenzo Nibali    | Italie             | Astana             | + 4 s              |
| 5e                 | Lieuwe Westra      | Pays-Bas           | Astana             | + 4 s              |
| 6e                 | Rein Taaramäe      | Estonie            | Astana             | + 4 s              |
| 7e                 | Michele Scarponi   | Italie             | Astana             | + 4 s              |
| 8e                 | Gorka Izagirre     | Espagne            | Movistar           | + 5 s              |
| 9e                 | Alejandro Valverde | Espagne            | Movistar           | + 5 s              |
| 10e                | John Gadret        | France             | Movistar           | + 5 s              |
| modifier           |                    |                    |                    |                    |

### 4eétape
| Classement de l'étape | Classement de l'étape | Classement de l'étape | Classement de l'étape | Classement de l'étape |
|                       | Coureur               | Pays                  | Équipe                | Temps                 |
| --------------------- | --------------------- | --------------------- | --------------------- | --------------------- |
| 1er                   | Nacer Bouhanni        | France                | Cofidis               | en 5 h 30 min 53 s    |
| 2e                    | Jonas Van Genechten   | Belgique              | IAM                   | m.t                   |
| 3e                    | Luka Mezgec           | Slovénie              | Giant-Alpecin         | m.t                   |
| 4e                    | Edvald Boasson Hagen  | Norvège               | MTN-Qhubeka           | m.t                   |
| 5e                    | Alexey Tsatevitch     | Russie                | Katusha               | m.t                   |
| 6e                    | Julian Alaphilippe    | France                | Etixx-Quick Step      | m.t                   |
| 7e                    | Samuel Dumoulin       | France                | AG2R La Mondiale      | m.t                   |
| 8e                    | Tiesj Benoot          | Belgique              | Lotto-Soudal          | m.t                   |
| 9e                    | Kévin Réza            | France                | FDJ                   | m.t                   |
| 10e                   | Nathan Haas           | Australie             | Cannondale-Garmin     | m.t                   |
| modifier              |                       |                       |                       |                       |

| Classement général | Classement général | Classement général | Classement général | Classement général  |
|                    | Coureur            | Pays               | Équipe             | Temps               |
| ------------------ | ------------------ | ------------------ | ------------------ | ------------------- |
| 1er                | Rohan Dennis       | Australie          | BMC Racing         | en 13 h 31 min 30 s |
| 2e                 | Tejay van Garderen | États-Unis         | BMC Racing         | + 0 s               |
| 3e                 | Andriy Grivko      | Ukraine            | Astana             | + 4 s               |
| 4e                 | Vincenzo Nibali    | Italie             | Astana             | + 4 s               |
| 5e                 | Lieuwe Westra      | Pays-Bas           | Astana             | + 4 s               |
| 6e                 | Michele Scarponi   | Italie             | Astana             | + 4 s               |
| 7e                 | Rein Taaramäe      | Estonie            | Astana             | + 4 s               |
| 8e                 | Gorka Izagirre     | Espagne            | Movistar           | + 5 s               |
| 9e                 | Alejandro Valverde | Espagne            | Movistar           | + 5 s               |
| 10e                | John Gadret        | France             | Movistar           | + 5 s               |
| modifier           |                    |                    |                    |                     |

### 5eétape
| Classement de l'étape | Classement de l'étape | Classement de l'étape | Classement de l'étape | Classement de l'étape |
|                       | Coureur               | Pays                  | Équipe                | Temps                 |
| --------------------- | --------------------- | --------------------- | --------------------- | --------------------- |
| 1er                   | Romain Bardet         | France                | AG2R La Mondiale      | en 4 h 31 min 22 s    |
| 2e                    | Tejay van Garderen    | États-Unis            | BMC Racing            | + 36 s                |
| 3e                    | Christopher Froome    | Royaume-Uni           | Sky                   | + 40 s                |
| 4e                    | Beñat Intxausti       | Espagne               | Movistar              | + 42 s                |
| 5e                    | Simon Yates           | Royaume-Uni           | Orica-GreenEDGE       | + 50 s                |
| 6e                    | Louis Meintjes        | Afrique du Sud        | MTN-Qhubeka           | + 50 s                |
| 7e                    | Andrew Talansky       | États-Unis            | Cannondale-Garmin     | + 55 s                |
| 8e                    | Michele Scarponi      | Italie                | Astana                | + 57 s                |
| 9e                    | Pierre Rolland        | France                | Europcar              | + 57 s                |
| 10e                   | Mathias Frank         | Suisse                | IAM                   | + 57 s                |
| modifier              |                       |                       |                       |                       |

| Classement général | Classement général | Classement général | Classement général | Classement général |
|                    | Coureur            | Pays               | Équipe             | Temps              |
| ------------------ | ------------------ | ------------------ | ------------------ | ------------------ |
| 1er                | Tejay van Garderen | États-Unis         | BMC Racing         | en 18 h 3 min 22 s |
| 2e                 | Beñat Intxausti    | Espagne            | Movistar           | + 17 s             |
| 3e                 | Romain Bardet      | France             | AG2R La Mondiale   | + 20 s             |
| 4e                 | Michele Scarponi   | Italie             | Astana             | + 31 s             |
| 5e                 | Christopher Froome | Royaume-Uni        | Sky                | + 41 s             |
| 6e                 | Simon Yates        | Royaume-Uni        | Orica-GreenEDGE    | + 43 s             |
| 7e                 | Andrew Talansky    | États-Unis         | Cannondale-Garmin  | + 1 min 8 s        |
| 8e                 | Daniel Martin      | Irlande            | Cannondale-Garmin  | + 1 min 16 s       |
| 9e                 | Mathias Frank      | Suisse             | IAM                | + 1 min 17 s       |
| 10e                | Nicolas Roche      | Irlande            | Sky                | + 1 min 25 s       |
| modifier           |                    |                    |                    |                    |

### 6eétape
| Classement de l'étape | Classement de l'étape | Classement de l'étape | Classement de l'étape | Classement de l'étape |
|                       | Coureur               | Pays                  | Équipe                | Temps                 |
| --------------------- | --------------------- | --------------------- | --------------------- | --------------------- |
| 1er                   | Rui Costa             | Portugal              | Lampre-Merida         | en 4 h 29 min 23 s    |
| 2e                    | Vincenzo Nibali       | Italie                | Astana                | + 5 s                 |
| 3e                    | Alejandro Valverde    | Espagne               | Movistar              | + 38 s                |
| 4e                    | Tony Gallopin         | France                | Lotto-Soudal          | + 39 s                |
| 5e                    | Simon Yates           | Royaume-Uni           | Orica-GreenEDGE       | + 1 min 24 s          |
| 6e                    | Daniel Martin         | Irlande               | Cannondale-Garmin     | + 1 min 46 s          |
| 7e                    | John Gadret           | France                | Movistar              | + 1 min 48 s          |
| 8e                    | Tiesj Benoot          | Belgique              | Lotto-Soudal          | + 1 min 59 s          |
| 9e                    | Christopher Froome    | Royaume-Uni           | Sky                   | + 2 min 12 s          |
| 10e                   | Beñat Intxausti       | Espagne               | Movistar              | + 2 min 12 s          |
| modifier              |                       |                       |                       |                       |

| Classement général | Classement général | Classement général | Classement général | Classement général  |
|                    | Coureur            | Pays               | Équipe             | Temps               |
| ------------------ | ------------------ | ------------------ | ------------------ | ------------------- |
| 1er                | Vincenzo Nibali    | Italie             | Astana             | en 22 h 34 min 17 s |
| 2e                 | Rui Costa          | Portugal           | Lampre-Merida      | + 29 s              |
| 3e                 | Alejandro Valverde | Espagne            | Movistar           | + 30 s              |
| 4e                 | Simon Yates        | Royaume-Uni        | Orica-GreenEDGE    | + 35 s              |
| 5e                 | Tejay van Garderen | États-Unis         | BMC Racing         | + 42 s              |
| 6e                 | Beñat Intxausti    | Espagne            | Movistar           | + 57 s              |
| 7e                 | Christopher Froome | Royaume-Uni        | Sky                | + 1 min 21 s        |
| 8e                 | Tony Gallopin      | France             | Lotto-Soudal       | + 1 min 29 s        |
| 9e                 | Romain Bardet      | France             | AG2R La Mondiale   | + 1 min 30 s        |
| 10e                | Daniel Martin      | Irlande            | Cannondale-Garmin  | + 1 min 30 s        |
| modifier           |                    |                    |                    |                     |

### 7eétape
| Classement de l'étape | Classement de l'étape | Classement de l'étape | Classement de l'étape | Classement de l'étape |
|                       | Coureur               | Pays                  | Équipe                | Temps                 |
| --------------------- | --------------------- | --------------------- | --------------------- | --------------------- |
| 1er                   | Christopher Froome    | Royaume-Uni           | Sky                   | en 4 h 24 min 17 s    |
| 2e                    | Tejay van Garderen    | États-Unis            | BMC Racing            | + 17 s                |
| 3e                    | Louis Meintjes        | Afrique du Sud        | MTN-Qhubeka           | + 41 s                |
| 4e                    | Beñat Intxausti       | Espagne               | Movistar              | + 41 s                |
| 5e                    | Joaquim Rodríguez     | Espagne               | Katusha               | + 54 s                |
| 6e                    | Romain Bardet         | France                | AG2R La Mondiale      | + 1 min 8 s           |
| 7e                    | Alexis Vuillermoz     | France                | AG2R La Mondiale      | + 1 min 15 s          |
| 8e                    | Andrew Talansky       | États-Unis            | Cannondale-Garmin     | + 1 min 25 s          |
| 9e                    | Rui Costa             | Portugal              | Lampre-Merida         | + 1 min 34 s          |
| 10e                   | Daniel Navarro        | Espagne               | Cofidis               | + 1 min 45 s          |
| modifier              |                       |                       |                       |                       |

| Classement général | Classement général | Classement général | Classement général | Classement général  |
|                    | Coureur            | Pays               | Équipe             | Temps               |
| ------------------ | ------------------ | ------------------ | ------------------ | ------------------- |
| 1er                | Tejay van Garderen | États-Unis         | BMC Racing         | en 26 h 59 min 27 s |
| 2e                 | Christopher Froome | Royaume-Uni        | Sky                | + 18 s              |
| 3e                 | Beñat Intxausti    | Espagne            | Movistar           | + 45 s              |
| 4e                 | Rui Costa          | Portugal           | Lampre-Merida      | + 1 min 10 s        |
| 5e                 | Simon Yates        | Royaume-Uni        | Orica-GreenEDGE    | + 1 min 29 s        |
| 6e                 | Alejandro Valverde | Espagne            | Movistar           | + 1 min 40 s        |
| 7e                 | Romain Bardet      | France             | AG2R La Mondiale   | + 1 min 45 s        |
| 8e                 | Daniel Martin      | Irlande            | Cannondale-Garmin  | + 2 min 29 s        |
| 9e                 | Andrew Talansky    | États-Unis         | Cannondale-Garmin  | + 2 min 39 s        |
| 10e                | Joaquim Rodríguez  | Espagne            | Katusha            | + 2 min 46 s        |
| modifier           |                    |                    |                    |                     |

### 8eétape
| Classement de l'étape | Classement de l'étape | Classement de l'étape | Classement de l'étape | Classement de l'étape |
|                       | Coureur               | Pays                  | Équipe                | Temps                 |
| --------------------- | --------------------- | --------------------- | --------------------- | --------------------- |
| 1er                   | Christopher Froome    | Royaume-Uni           | Sky                   | en 3 h 59 min 27 s    |
| 2e                    | Simon Yates           | Royaume-Uni           | Orica-GreenEDGE       | + 18 s                |
| 3e                    | Rui Costa             | Portugal              | Lampre-Merida         | + 18 s                |
| 4e                    | Tejay van Garderen    | États-Unis            | BMC Racing            | + 18 s                |
| 5e                    | Joaquim Rodríguez     | Espagne               | Katusha               | + 28 s                |
| 6e                    | Romain Bardet         | France                | AG2R La Mondiale      | + 28 s                |
| 7e                    | Daniel Martin         | Irlande               | Cannondale-Garmin     | + 31 s                |
| 8e                    | Wout Poels            | Pays-Bas              | Sky                   | + 44 s                |
| 9e                    | Pierre Rolland        | France                | Europcar              | + 44 s                |
| 10e                   | Beñat Intxausti       | Espagne               | Movistar              | + 44 s                |
| modifier              |                       |                       |                       |                       |

## Classements finals

### Classement général final
| Classement général final | Classement général final | Classement général final | Classement général final | Classement général final |
|                          | Coureur                  | Pays                     | Équipe                   | Temps                    |
| ------------------------ | ------------------------ | ------------------------ | ------------------------ | ------------------------ |
| 1er                      | Christopher Froome       | Royaume-Uni              | Sky                      | en 30 h 59 min 2 s       |
| 2e                       | Tejay van Garderen       | États-Unis               | BMC Racing               | + 10 s                   |
| 3e                       | Rui Costa                | Portugal                 | Lampre-Merida            | + 1 min 16 s             |
| 4e                       | Beñat Intxausti          | Espagne                  | Movistar                 | + 1 min 21 s             |
| 5e                       | Simon Yates              | Royaume-Uni              | Orica-GreenEDGE          | + 1 min 33 s             |
| 6e                       | Romain Bardet            | France                   | AG2R La Mondiale         | + 2 min 5 s              |
| 7e                       | Daniel Martin            | Irlande                  | Cannondale-Garmin        | + 2 min 52 s             |
| 8e                       | Joaquim Rodríguez        | Espagne                  | Katusha                  | + 3 min 6 s              |
| 9e                       | Alejandro Valverde       | Espagne                  | Movistar                 | + 3 min 12 s             |
| 10e                      | Andrew Talansky          | États-Unis               | Cannondale-Garmin        | + 4 min 17 s             |
| modifier                 |                          |                          |                          |                          |

### Classements annexes
| Classement par points | Classement par points | Classement par points | Classement par points | Classement par points |
| --------------------- | --------------------- | --------------------- | --------------------- | --------------------- |
|                       | Coureur               | Pays                  | Équipe                | Point(s)              |
| 1er                   | Nacer Bouhanni        | France                | Cofidis               | 64 points             |
| 2e                    | Edvald Boasson Hagen  | Norvège               | MTN-Qhubeka           | 56 pts                |
| 3e                    | Christopher Froome    | Royaume-Uni           | Sky                   | 42 pts                |
| modifier              |                       |                       |                       |                       |

| Classement de la montagne | Classement de la montagne | Classement de la montagne | Classement de la montagne | Classement de la montagne |
| ------------------------- | ------------------------- | ------------------------- | ------------------------- | ------------------------- |
|                           | Coureur                   | Pays                      | Équipe                    | Point(s)                  |
| 1er                       | Daniel Teklehaimanot      | Érythrée                  | MTN-Qhubeka               | 65 points                 |
| 2e                        | Christopher Froome        | Royaume-Uni               | Sky                       | 26 pts                    |
| 3e                        | Louis Meintjes            | Afrique du Sud            | MTN-Qhubeka               | 25 pts                    |
| modifier                  |                           |                           |                           |                           |

| Classement du meilleur jeune | Classement du meilleur jeune | Classement du meilleur jeune | Classement du meilleur jeune | Classement du meilleur jeune |
|                              | Coureur                      | Pays                         | Équipe                       | Temps                        |
| ---------------------------- | ---------------------------- | ---------------------------- | ---------------------------- | ---------------------------- |
| 1er                          | Simon Yates                  | Royaume-Uni                  | Orica-GreenEDGE              | en 31 h 0 min 35 s           |
| 2e                           | Romain Bardet                | France                       | AG2R La Mondiale             | + 32 s                       |
| 3e                           | Adam Yates                   | Royaume-Uni                  | Orica-GreenEDGE              | + 23 min 57 s                |
| modifier                     |                              |                              |                              |                              |

| Classement par équipes | Classement par équipes | Classement par équipes | Classement par équipes |
|                        | Équipe                 | Pays                   | Temps                  |
| ---------------------- | ---------------------- | ---------------------- | ---------------------- |
| 1re                    | Movistar               | Espagne                | en 92 h 7 min 53 s     |
| 2e                     | Lampre-Merida          | Italie                 | + 13 min 45 s          |
| 3e                     | Tinkoff-Saxo           | Russie                 | + 22 min 50 s          |
| modifier               |                        |                        |                        |

### UCI World Tour
Ce Critérium du Dauphiné attribue des points pour l'UCI World Tour 2015, par équipes uniquement aux équipes ayant un label WorldTeam, individuellement uniquement aux coureurs des équipes ayant un label WorldTeam.
| Position,          | 1er | 2e | 3e | 4e | 5e | 6e | 7e | 8e | 9e | 10e |
| Classement général | 100 | 80 | 70 | 60 | 50 | 40 | 30 | 20 | 10 | 4   |
| Par étape          | 6   | 4  | 2  | 1  | 1  |    |    |    |    |     |

| Rang | Coureur             | Équipe            | Points |
| ---- | ------------------- | ----------------- | ------ |
| 1    | Christopher Froome  | Sky               | 114    |
| 2    | Tejay van Garderen  | BMC Racing        | 89     |
| 3    | Rui Costa           | Lampre-Merida     | 78     |
| 4    | Beñat Intxausti     | Movistar          | 62     |
| 5    | Simon Yates         | Orica-GreenEDGE   | 56     |
| 6    | Romain Bardet       | AG2R La Mondiale  | 46     |
| 7    | Daniel Martin       | Cannondale-Garmin | 30     |
| 8    | Joaquim Rodríguez   | Katusha           | 22     |
| 9    | Alejandro Valverde  | Movistar          | 12     |
| 10   | Peter Kennaugh      | Sky               | 6      |
| 10   | Sacha Modolo        | Lampre-Merida     | 6      |
| 12   | Samuel Dumoulin     | AG2R La Mondiale  | 4      |
| 12   | Vincenzo Nibali     | Astana            | 4      |
| 12   | Andrew Talansky     | Cannondale-Garmin | 4      |
| 12   | Jonas Van Genechten | IAM               | 4      |
| 16   | Luka Mezgec         | Giant-Alpecin     | 2      |
| 16   | Alexey Tsatevitch   | Katusha           | 2      |
| 18   | Tiesj Benoot        | Lotto-Soudal      | 1      |
| 18   | Simon Gerrans       | Orica-GreenEDGE   | 1      |
| 18   | Tony Gallopin       | Lotto-Soudal      | 1      |

#### Classement individuel
Ci-dessous, le classement individuel de l'UCI World Tour à l'issue de la course.
| Rang | Coureur            | Équipe           | Points |
| ---- | ------------------ | ---------------- | ------ |
| 1    | Alejandro Valverde | Movistar         | 350    |
| 2    | Alberto Contador   | Tinkoff-Saxo     | 307    |
| 3    | Richie Porte       | Sky              | 304    |
| 4    | Rui Costa          | Lampre-Merida    | 274    |
| 5    | Joaquim Rodríguez  | Katusha          | 252    |
| 6    | Alexander Kristoff | Katusha          | 237    |
| 7    | John Degenkolb     | Giant-Alpecin    | 232    |
| 8    | Fabio Aru          | Astana           | 212    |
| 9    | Rigoberto Urán     | Etixx-Quick Step | 209    |
| 10   | Michał Kwiatkowski | Etixx-Quick Step | 195    |

#### Classement par pays
Ci-dessous, le classement par pays de l'UCI World Tour à l'issue de la course.
| Rang | Pays        | Points |
| ---- | ----------- | ------ |
| 1    | Espagne     | 1 138  |
| 2    | Australie   | 660    |
| 3    | Colombie    | 583    |
| 4    | Italie      | 553    |
| 5    | Royaume-Uni | 546    |
| 6    | France      | 520    |
| 7    | Pays-Bas    | 479    |
| 8    | Belgique    | 377    |
| 9    | Allemagne   | 278    |
| 10   | Tchéquie    | 276    |

#### Classement par équipes
Ci-dessous, le classement par équipes de l'UCI World Tour à l'issue de la course.
| Rang | Équipe           | Points |
| ---- | ---------------- | ------ |
| 1    | Sky              | 872    |
| 2    | Katusha          | 866    |
| 3    | Etixx-Quick Step | 861    |
| 4    | Movistar         | 784    |
| 5    | Astana           | 553    |
| 6    | Tinkoff-Saxo     | 550    |
| 7    | BMC Racing       | 519    |
| 8    | Orica-GreenEDGE  | 450    |
| 9    | Lampre-Merida    | 438    |
| 10   | Giant-Alpecin    | 316    |

## Évolution des classements
Le classement général, dont le leader porte le maillot jaune à bande bleue, s'établit en additionnant les temps réalisés à chaque étape, puis en ôtant d'éventuelles bonifications (10, 6 et 4 s à l'arrivée des étapes en ligne). En cas d'égalité, les critères de départage, dans l'ordre, sont : centièmes de seconde enregistrés lors des contre-la-montre, addition des places obtenues lors de chaque étape, place obtenue lors de la dernière étape.
Le classement par points, dont le leader porte le maillot vert, est l'addition des points attribués à l'arrivée des étapes (15, 12, 10, 8, 6 points, puis en ôtant 1 pt par place jusqu'au 10e, qui reçoit donc 1 pt) et aux sprints intermédiaires (5, 3 et 1 pts). En cas d'égalité de points, les critères de départage, dans l'ordre, sont : nombre de victoires d'étape, nombre de sprints intermédiaires, classement général.
Le classement du meilleur grimpeur, dont le leader porte le maillot rouge à pois blancs, consiste en l'addition des points obtenus au sommet des ascensions Hors catégorie (20, 18, 16, 14, 12, 10, 8, 7, 6 et 5 pts), de 1re (15, 13, 11, 9, 8, 7, 6 et 5 pts), 2e (10, 9, 8, 7, 6 et 5 pts), 3e (4, 3, 2 et 1 pts) et 4e (3, 2 et 1 pts) catégorie. En cas d'égalité de points, les critères de départage, dans l'ordre, sont : nombre de premières places dans les ascensions Hors catégorie, de 1re, de 2e, de 3e, puis de 4e catégorie, classement général.
Le classement du meilleur jeune, dont le leader porte le maillot blanc, est le classement général des coureurs nés depuis le 1er janvier 1990.
Le classement par équipes de l'étape est l'addition des trois meilleurs temps individuels de chaque équipe. En cas d'égalité, les critères de départage, dans l'ordre, sont : addition des places des trois premiers coureurs des équipes concernées, place du meilleur coureur sur l'étape. Calculer le classement par équipes revient à additionner les classements par équipes de chaque étape. En cas d'égalité, les critères de départage, dans l'ordre, sont : nombre de premières places dans le classement par équipes du jour, nombre de deuxièmes places dans le classement par équipes du jour, etc., place au classement général du meilleur coureur des équipes concernées.
| Étape              | Vainqueur          | Classement général | Classement par points | Classement de la montagne | Classement du meilleur jeune | Classement par équipes |
| ------------------ | ------------------ | ------------------ | --------------------- | ------------------------- | ---------------------------- | ---------------------- |
| 1                  | Peter Kennaugh     | Peter Kennaugh     | Peter Kennaugh        | Daniel Teklehaimanot      | Tiesj Benoot                 | Sky                    |
| 2                  | Nacer Bouhanni     | Peter Kennaugh     | Sacha Modolo          | Daniel Teklehaimanot      | Nacer Bouhanni               | Sky                    |
| 3                  | BMC Racing         | Rohan Dennis       | Nacer Bouhanni        | Daniel Teklehaimanot      | Rohan Dennis                 | BMC Racing             |
| 4                  | Nacer Bouhanni     | Rohan Dennis       | Nacer Bouhanni        | Daniel Teklehaimanot      | Rohan Dennis                 | BMC Racing             |
| 5                  | Romain Bardet      | Tejay van Garderen | Nacer Bouhanni        | Daniel Teklehaimanot      | Romain Bardet                | Sky                    |
| 6                  | Rui Costa          | Vincenzo Nibali    | Nacer Bouhanni        | Daniel Teklehaimanot      | Simon Yates                  | Movistar               |
| 7                  | Christopher Froome | Tejay van Garderen | Nacer Bouhanni        | Daniel Teklehaimanot      | Simon Yates                  | Movistar               |
| 8                  | Christopher Froome | Christopher Froome | Nacer Bouhanni        | Daniel Teklehaimanot      | Simon Yates                  | Movistar               |
| Classements finals | Classements finals | Christopher Froome | Nacer Bouhanni        | Daniel Teklehaimanot      | Simon Yates                  | Movistar               |

## Liste des participants
- Liste de départ complète

| Légende                             | Légende                                                                                                  | Légende                                | Légende                                                                                                  |
| ----------------------------------- | --- | -------------------------------------- | --- |
| Num                                 | Dossard de départ porté par le coureur sur ce Critérium du Dauphiné                                      | Pos                                    | Position finale au classement général                                                                    |
| Leader du classement général        | Indique le vainqueur du classement général                                                               | Leader du classement par points        | Indique le vainqueur du classement par points                                                            |
| Leader du classement de la montagne | Indique le vainqueur du classement de la montagne                                                        | Leader du classement du meilleur jeune | Indique le vainqueur du classement du meilleur jeune                                                     |
|                                     | Indique un maillot de champion national ou mondial, suivi de sa spécialité                               | #                                      | Indique la meilleure équipe                                                                              |
| NP                                  | Indique un coureur qui n'a pas pris le départ d'une étape, suivi du numéro de l'étape où il s'est retiré | AB                                     | Indique un coureur qui n'a pas terminé une étape, suivi du numéro de l'étape où il s'est retiré          |
| HD                                  | Indique un coureur qui a terminé une étape hors des délais, suivi du numéro de l'étape                   | *                                      | Indique un coureur en lice pour le classement du meilleur jeune (coureurs nés après le 1er janvier 1990) |

| Cannondale-Garmin TCG                                 | Cannondale-Garmin TCG             | Cannondale-Garmin TCG |
| ----------------------------------------------------- | --------------------------------- | --------------------- |
| Num                                                   | Coureur                           | Pos                   |
| 1                                                     | Andrew Talansky (USA) (Clm)       | 10e                   |
| 2                                                     | Jack Bauer (NZL)                  | 132e                  |
| 3                                                     | Nathan Haas (AUS)                 | 79e                   |
| 4                                                     | Kristjan Koren (SLO)              | 76e                   |
| 5                                                     | Sebastian Langeveld (NED) (Route) | 127e                  |
| 6                                                     | Daniel Martin (IRL)               | 7e                    |
| 7                                                     | Ramūnas Navardauskas (LTU) (Clm)  | 115e                  |
| 8                                                     | Dylan van Baarle (NED)*           | 133e                  |
| Directeurs sportifs : Bingen Fernández, Andreas Klier |                                   |                       |

| Sky SKY                                              | Sky SKY                      | Sky SKY |
| ---------------------------------------------------- | ---------------------------- | ------- |
| Num                                                  | Coureur                      | Pos     |
| 11                                                   | Christopher Froome (GBR)     | 1er     |
| 12                                                   | Ian Boswell (USA)*           | 89e     |
| 13                                                   | Philip Deignan (IRL)         | 43e     |
| 14                                                   | Peter Kennaugh (GBR) (Route) | 57e     |
| 15                                                   | Wout Poels (NED)             | 39e     |
| 16                                                   | Nicolas Roche (IRL)          | 37e     |
| 17                                                   | Luke Rowe (GBR)*             | NP-8    |
| 18                                                   | Ian Stannard (GBR)           | 99e     |
| Directeurs sportifs : Servais Knaven, Nicolas Portal |                              |         |

| Astana AST                                          | Astana AST                    | Astana AST |
| --------------------------------------------------- | ----------------------------- | ---------- |
| Num                                                 | Coureur                       | Pos        |
| 21                                                  | Vincenzo Nibali (ITA) (Route) | 12e        |
| 22                                                  | Lars Boom (NED)               | 113e       |
| 23                                                  | Andriy Grivko (UKR)           | 59e        |
| 24                                                  | Dmitriy Gruzdev (KAZ)         | 124e       |
| 25                                                  | Michele Scarponi (ITA)        | 27e        |
| 26                                                  | Rein Taaramäe (EST)           | 40e        |
| 27                                                  | Alessandro Vanotti (ITA)      | 118e       |
| 28                                                  | Lieuwe Westra (NED)           | 48e        |
| Directeurs sportifs : Dmitriy Fofonov, Paolo Slongo |                               |            |

| Lotto NL-Jumbo TLJ                               | Lotto NL-Jumbo TLJ      | Lotto NL-Jumbo TLJ |
| ------------------------------------------------ | ----------------------- | ------------------ |
| Num                                              | Coureur                 | Pos                |
| 31                                               | Wilco Kelderman (NED)   | 22e                |
| 32                                               | George Bennett (NZL)*   | 46e                |
| 33                                               | Brian Bulgaç (NED)      | AB-5               |
| 34                                               | Martijn Keizer (NED)    | 96e                |
| 35                                               | Bram Tankink (NED)      | 84e                |
| 36                                               | Jos van Emden (NED)     | 114e               |
| 37                                               | Dennis van Winden (NED) | 119e               |
| 38                                               | Maarten Wynants (BEL)   | 126e               |
| Directeurs sportifs : Erik Dekker, Merijn Zeeman |                         |                    |

| AG2R La Mondiale ALM                                | AG2R La Mondiale ALM         | AG2R La Mondiale ALM |
| --------------------------------------------------- | ---------------------------- | -------------------- |
| Num                                                 | Coureur                      | Pos                  |
| 41                                                  | Romain Bardet (FRA)*         | 6e                   |
| 42                                                  | Mikaël Cherel (FRA)          | 45e                  |
| 43                                                  | Samuel Dumoulin (FRA)        | AB-6                 |
| 44                                                  | Ben Gastauer (LUX)           | 50e                  |
| 45                                                  | Jean-Christophe Péraud (FRA) | 31e                  |
| 46                                                  | Christophe Riblon (FRA)      | AB-6                 |
| 47                                                  | Johan Vansummeren (BEL)      | 80e                  |
| 48                                                  | Alexis Vuillermoz (FRA)      | 29e                  |
| Directeurs sportifs : Julien Jurdie, Vincent Lavenu |                              |                      |

| Orica-GreenEDGE OGE                                 | Orica-GreenEDGE OGE        | Orica-GreenEDGE OGE |
| --------------------------------------------------- | -------------------------- | ------------------- |
| Num                                                 | Coureur                    | Pos                 |
| 51                                                  | Simon Gerrans (AUS)        | 55e                 |
| 52                                                  | Damien Howson (AUS)*       | 104e                |
| 53                                                  | Jens Keukeleire (BEL)      | 92e                 |
| 54                                                  | Christian Meier (CAN)      | 33e                 |
| 55                                                  | Magnus Cort Nielsen (DEN)* | 109e                |
| 56                                                  | Ivan Santaromita (ITA)     | 75e                 |
| 57                                                  | Adam Yates (GBR)*          | 20e                 |
| 58                                                  | Simon Yates (GBR)*         | 5e                  |
| Directeurs sportifs : Laurenzo Lapage, James Victor |                            |                     |

| Lotto-Soudal LTS                                  | Lotto-Soudal LTS          | Lotto-Soudal LTS |
| ------------------------------------------------- | ------------------------- | ---------------- |
| Num                                               | Coureur                   | Pos              |
| 61                                                | Tony Gallopin (FRA)       | 30e              |
| 62                                                | Tiesj Benoot (BEL)*       | 26e              |
| 63                                                | Kris Boeckmans (BEL)      | AB-4             |
| 64                                                | Bart De Clercq (BEL)      | 15e              |
| 65                                                | Gert Dockx (BEL)          | AB-1             |
| 66                                                | Pim Ligthart (NED)        | 87e              |
| 67                                                | Tosh Van der Sande (BEL)* | 105e             |
| 68                                                | Tim Wellens (BEL)*        | AB-7             |
| Directeurs sportifs : Herman Frison, Marc Wauters |                           |                  |

| Movistar MOV                                              | Movistar MOV                   | Movistar MOV |
| --------------------------------------------------------- | ------------------------------ | ------------ |
| Num                                                       | Coureur                        | Pos          |
| 71                                                        | Alejandro Valverde (ESP) (Clm) | 9e           |
| 72                                                        | Jonathan Castroviejo (ESP)     | 17e          |
| 73                                                        | Alex Dowsett (GBR)             | AB-6         |
| 74                                                        | John Gadret (FRA)              | 24e          |
| 75                                                        | José Herrada (ESP)             | AB-8         |
| 76                                                        | Beñat Intxausti (ESP)          | 4e           |
| 77                                                        | Gorka Izagirre (ESP)           | 19e          |
| 78                                                        | Rory Sutherland (AUS)          | 95e          |
| Directeurs sportifs : José Luis Arrieta, José Luis Laguía |                                |              |

| Katusha KAT                                            | Katusha KAT                | Katusha KAT |
| ------------------------------------------------------ | -------------------------- | ----------- |
| Num                                                    | Coureur                    | Pos         |
| 81                                                     | Joaquim Rodríguez (ESP)    | 8e          |
| 82                                                     | Giampaolo Caruso (ITA)     | 65e         |
| 83                                                     | Vladimir Isaychev (RUS)    | 130e        |
| 84                                                     | Alberto Losada (ESP)       | 70e         |
| 85                                                     | Tiago Machado (POR)        | 41e         |
| 86                                                     | Gatis Smukulis (LAT) (Clm) | 116e        |
| 87                                                     | Alexey Tsatevitch (RUS)    | 103e        |
| 88                                                     | Ángel Vicioso (ESP)        | 117e        |
| Directeurs sportifs : José Azevedo, Guennadi Mikhailov |                            |             |

| BMC Racing BMC                                           | BMC Racing BMC           | BMC Racing BMC |
| -------------------------------------------------------- | ------------------------ | -------------- |
| Num                                                      | Coureur                  | Pos            |
| 91                                                       | Tejay van Garderen (USA) | 2e             |
| 92                                                       | Rohan Dennis (AUS)*      | 34e            |
| 93                                                       | Daniel Oss (ITA)         | 111e           |
| 94                                                       | Manuel Quinziato (ITA)   | 102e           |
| 95                                                       | Joey Rosskopf (USA)      | 110e           |
| 96                                                       | Samuel Sánchez (ESP)     | 49e            |
| 97                                                       | Michael Schär (SUI)      | 86e            |
| 98                                                       | Dylan Teuns (BEL)*       | 64e            |
| Directeurs sportifs : Yvon Ledanois, Maximilian Sciandri |                          |                |

| Etixx-Quick Step EQS                             | Etixx-Quick Step EQS      | Etixx-Quick Step EQS |
| ------------------------------------------------ | ------------------------- | -------------------- |
| Num                                              | Coureur                   | Pos                  |
| 101                                              | Julian Alaphilippe (FRA)* | AB-6                 |
| 102                                              | Maxime Bouet (FRA)        | AB-6                 |
| 103                                              | David de la Cruz (ESP)    | 13e                  |
| 104                                              | Tony Martin (GER) (Clm)   | AB-8                 |
| 105                                              | Pieter Serry (BEL)        | AB-8                 |
| 106                                              | Niki Terpstra (NED)       | AB-8                 |
| 107                                              | Stijn Vandenbergh (BEL)   | AB-7                 |
| 108                                              | Martin Velits (SVK)       | AB-6                 |
| Directeurs sportifs : Brian Holm, Jan Schaffrath |                           |                      |

| Trek Factory Racing TFR                            | Trek Factory Racing TFR      | Trek Factory Racing TFR |
| -------------------------------------------------- | ---------------------------- | ----------------------- |
| Num                                                | Coureur                      | Pos                     |
| 111                                                | Bauke Mollema (NED)          | 60e                     |
| 112                                                | Fumiyuki Beppu (JPN) (Clm)   | 120e                    |
| 113                                                | Matthew Busche (USA)         | 82e                     |
| 114                                                | Markel Irizar (ESP)          | 106e                    |
| 115                                                | Yaroslav Popovych (UKR)      | NP-6                    |
| 116                                                | Calvin Watson (AUS)*         | AB-6                    |
| 117                                                | Riccardo Zoidl (AUT) (Route) | 58e                     |
| 118                                                | Haimar Zubeldia (ESP)        | 42e                     |
| Directeurs sportifs : Alain Gallopin, Luc Meersman |                              |                         |

| Tinkoff-Saxo TCS                                   | Tinkoff-Saxo TCS           | Tinkoff-Saxo TCS |
| -------------------------------------------------- | -------------------------- | ---------------- |
| Num                                                | Coureur                    | Pos              |
| 121                                                | Edward Beltrán (COL)*      | 61e              |
| 122                                                | Jesper Hansen (DEN)*       | NP-6             |
| 123                                                | Robert Kišerlovski (CRO)   | 14e              |
| 124                                                | Jay McCarthy (AUS)*        | 66e              |
| 125                                                | Evgueni Petrov (RUS)       | 78e              |
| 126                                                | Bruno Pires (POR)          | 36e              |
| 127                                                | Paweł Poljański (POL)*     | 28e              |
| 128                                                | Chris Anker Sørensen (DEN) | 21e              |
| Directeurs sportifs : Bruno Cenghialta, Patxi Vila |                            |                  |

| IAM                                                 | IAM                       | IAM  |
| --------------------------------------------------- | ------------------------- | ---- |
| Num                                                 | Coureur                   | Pos  |
| 131                                                 | Mathias Frank (SUI)       | AB-7 |
| 132                                                 | Stef Clement (NED)        | 53e  |
| 133                                                 | Reto Hollenstein (SUI)    | 68e  |
| 134                                                 | Jarlinson Pantano (COL)   | 72e  |
| 135                                                 | Vicente Reynés (ESP)      | AB-6 |
| 136                                                 | David Tanner (AUS)        | 97e  |
| 137                                                 | Jonas Van Genechten (BEL) | AB-6 |
| 138                                                 | Marcel Wyss (SUI)         | 38e  |
| Directeurs sportifs : Rik Verbrugghe, Eddy Seigneur |                           |      |

| Lampre-Merida LAM                                    | Lampre-Merida LAM                 | Lampre-Merida LAM |
| ---------------------------------------------------- | --------------------------------- | ----------------- |
| Num                                                  | Coureur                           | Pos               |
| 141                                                  | Rui Costa (POR)                   | 3e                |
| 142                                                  | Matteo Bono (ITA)                 | 101e              |
| 143                                                  | Sacha Modolo (ITA)                | NP-3              |
| 144                                                  | Nélson Oliveira (POR) (Route/Clm) | 93e               |
| 145                                                  | Rubén Plaza (ESP)                 | 18e               |
| 146                                                  | Filippo Pozzato (ITA)             | AB-7              |
| 147                                                  | José Serpa (COL)                  | 35e               |
| 148                                                  | Rafael Valls (ESP)                | 11e               |
| Directeurs sportifs : Philippe Mauduit, Mario Scirea |                                   |                   |

| Europcar EUR                                          | Europcar EUR             | Europcar EUR |
| ----------------------------------------------------- | ------------------------ | ------------ |
| Num                                                   | Coureur                  | Pos          |
| 151                                                   | Pierre Rolland (FRA)     | 25e          |
| 152                                                   | Cyril Gautier (FRA)      | 67e          |
| 153                                                   | Romain Guillemois (FRA)* | 122e         |
| 154                                                   | Yannick Martinez (FRA)   | AB-6         |
| 155                                                   | Bryan Nauleau (FRA)      | 112e         |
| 156                                                   | Perrig Quéméneur (FRA)   | 91e          |
| 157                                                   | Romain Sicard (FRA)      | 63e          |
| 158                                                   | Thomas Voeckler (FRA)    | 98e          |
| Directeurs sportifs : Andy Flickinger, Ismaël Mottier |                          |              |

| Cofidis COF                                      | Cofidis COF               | Cofidis COF |
| ------------------------------------------------ | ------------------------- | ----------- |
| Num                                              | Coureur                   | Pos         |
| 161                                              | Daniel Navarro (ESP)      | 16e         |
| 162                                              | Nacer Bouhanni (FRA)*     | 83e         |
| 163                                              | Nicolas Edet (FRA)        | 90e         |
| 164                                              | Christophe Laporte (FRA)* | 123e        |
| 165                                              | Luis Ángel Maté (ESP)     | 54e         |
| 166                                              | Florian Sénéchal (FRA)*   | 131e        |
| 167                                              | Julien Simon (FRA)        | 77e         |
| 168                                              | Geoffrey Soupe (FRA)      | 121e        |
| Directeurs sportifs : Didier Rous, Stéphane Augé |                           |             |

| FDJ                                                  | FDJ                     | FDJ  |
| ---------------------------------------------------- | ----------------------- | ---- |
| Num                                                  | Coureur                 | Pos  |
| 171                                                  | Arnold Jeannesson (FRA) | AB-6 |
| 172                                                  | Arnaud Courteille (FRA) | 44e  |
| 173                                                  | Mickaël Delage (FRA)    | 128e |
| 174                                                  | Kenny Elissonde (FRA)*  | 73e  |
| 175                                                  | Murilo Fischer (BRA)    | AB-6 |
| 176                                                  | Laurent Pichon (FRA)    | AB-2 |
| 177                                                  | Kévin Réza (FRA)        | AB-8 |
| 178                                                  | Benoît Vaugrenard (FRA) | 100e |
| Directeurs sportifs : Thierry Bricaud, Franck Pineau |                         |      |

| Giant-Alpecin TGA                                        | Giant-Alpecin TGA        | Giant-Alpecin TGA |
| -------------------------------------------------------- | ------------------------ | ----------------- |
| Num                                                      | Coureur                  | Pos               |
| 181                                                      | Lawson Craddock (USA)*   | 69e               |
| 182                                                      | Caleb Fairly (USA)       | AB-6              |
| 183                                                      | Simon Geschke (GER)      | NP-4              |
| 184                                                      | Chad Haga (USA)          | 94e               |
| 185                                                      | Tobias Ludvigsson (SWE)* | 108e              |
| 186                                                      | Luka Mezgec (SLO)        | AB-6              |
| 187                                                      | Albert Timmer (NED)      | 129e              |
| 188                                                      |                          |                   |
| Directeurs sportifs : Christian Guiberteau, Dirk Reuling |                          |                   |

| MTN-Qhubeka MTN                                           | MTN-Qhubeka MTN                          | MTN-Qhubeka MTN |
| --------------------------------------------------------- | ---------------------------------------- | --------------- |
| Num                                                       | Coureur                                  | Pos             |
| 191                                                       | Edvald Boasson Hagen (NOR)               | 81e             |
| 192                                                       | Steve Cummings (GBR)                     | 47e             |
| 193                                                       | Tyler Farrar (USA)                       | 125e            |
| 194                                                       | Jacques Janse van Rensburg (RSA) (Route) | 88e             |
| 195                                                       | Reinardt Janse van Rensburg (RSA)        | 107e            |
| 196                                                       | Louis Meintjes (RSA)*                    | 52e             |
| 197                                                       | Serge Pauwels (BEL)                      | 62e             |
| 198                                                       | Daniel Teklehaimanot (ERI)               | 85e             |
| Directeurs sportifs : Jean-Pierre Heynderickx, Jens Zemke |                                          |                 |

| Bora-Argon 18 BOA                                       | Bora-Argon 18 BOA       | Bora-Argon 18 BOA |
| ------------------------------------------------------- | ----------------------- | ----------------- |
| Num                                                     | Coureur                 | Pos               |
| 201                                                     | Jan Bárta (CZE) (Clm)   | 74e               |
| 202                                                     | Emanuel Buchmann (GER)* | 32e               |
| 203                                                     | Bartosz Huzarski (POL)  | 71e               |
| 204                                                     | José Mendes (POR)       | 51e               |
| 205                                                     | Dominik Nerz (GER)      | AB-7              |
| 206                                                     | Cristiano Salerno (ITA) | 56e               |
| 207                                                     | Björn Thurau (GER)      | AB-8              |
| 208                                                     | Paul Voss (GER)         | 23e               |
| Directeurs sportifs : Enrico Poitschke, Christian Pömer |                         |                   |